# Yianni Diakomihalis
John Michael Diakomihalis, noto anche come Yianni Diakomihalis (Rochester, 11 aprile 1999), è un lottatore statunitense.

## Biografia
Gareggia nella categoria dei -65 kg.
Ai campionati panamericani di Ottawa 2020 ha vinto la medaglia d'oro superando in finale con l'ecuadoriano Mauricio Sánchez.
Ai mondiali di Oslo 2021 è stato eliminato dall'armeno Vazgen Tevanyan agli ottavi, dopo aver battuto l'italiano Colin Realbuto ai sedicesimi.
Si è laureato vicecampione iridato ai mondiali di Belgrado 2022 in cui ha battuto nell'ordine il tedesco l'Alexander Semisorow, il bulgaro Vladimir Dubov, l'indiano Bajrang Punia e il portoricano Sebastian Rivera; è infine stato sconfitto dall'iraniano Rahman Amouzad in finale.
È stato campione continentale per la seconda volta ai campionati panamericani di Buenos Aires 2023 ha vinto la finale contro lo il cubano Alejandro Valdés.

## Palmarès
| Anno | Manifestazione          | Sede         | Evento | Risultato | Note |
| ---- | ----------------------- | ------------ | ------ | --------- | ---- |
| 2015 | Mondiali cadetti        | Sarajevo     | 58 kg  | Oro       |      |
| 2016 | Mondiali cadetti        | Tbilisi      | 63 kg  | Oro       |      |
| 2020 | Campionati panamericani | Ottawa       | 65 kg  | Oro       |      |
| 2021 | Mondiali                | Oslo         | 65 kg  | 12º       |      |
| 2022 | Mondiali                | Belgrado     | 65 kg  | Argento   |      |
| 2023 | Campionati panamericani | Buenos Aires | 55 kg  | Oro       |      |